# L'Île-du-Grand-Calumet
L'Île-du-Grand-Calumet es un municipio canadiense situado en la provincia de Quebec.

## Superficie
L'Île-du-Grand-Calumet tiene una superficie de 130,55 km².

## Demografía
En 2021, tenía 648 habitantes, una densidad poblacional de 5 hab./km², y 437 viviendas.